# 1833 Shmakova
1833 Shmakova eller 1969 PN är en asteroid i huvudbältet som upptäcktes den 11 augusti 1969 av den ryska astronomen Ljudmjla Tjernych vid Krims astrofysiska observatorium på Krim. Den har fått sitt namn efter astronomen Marina Valentinovna Shmakova.
Asteroiden har en diameter på ungefär 16 kilometer.